# Alzano 1909 Virescit Football Club 2002-2003
Questa pagina raccoglie le informazioni riguardanti l'Alzano 1909 Virescit Football Club nelle competizioni ufficiali della stagione 2002-2003.

## Rosa
| N. |                    | Ruolo | Calciatore              |
| -- | ------------------ | ----- | ----------------------- |
|    | Italia (bandiera)  | D     | Emilio Abeni            |
|    | Italia (bandiera)  | D     | Fabrizio Anzalone       |
|    | Italia (bandiera)  | C     | Michele Arrigoni        |
|    | Italia (bandiera)  | A     | Carmelo Augliera        |
|    | Italia (bandiera)  | A     | Alberto Bernardi        |
|    | Italia (bandiera)  | C     | Arnaldo Bonfanti        |
|    | Italia (bandiera)  | C     | Alessandro Brusaferri   |
|    | Italia (bandiera)  | C     | Francesco Clementini    |
|    | Italia (bandiera)  | C     | Marco D'Adda            |
|    | Italia (bandiera)  | A     | Massimo De Martin       |
|    | Italia (bandiera)  | D     | Cristiano Donà          |
|    | Italia (bandiera)  | A     | Gabriele Donghi         |
|    | Brasile (bandiera) | D     | Fabiano Medina da Silva |
|    | Italia (bandiera)  | D     | Giuseppe Facchinetti    |
|    | Italia (bandiera)  | D     | Gabriele Fornoni        |

| N. |                   | Ruolo | Calciatore           |
| -- | ----------------- | ----- | -------------------- |
|    | Italia (bandiera) | C     | Antonio Foschini     |
|    | Italia (bandiera) | C     | Pasquale Fracassetti |
|    | Italia (bandiera) | D     | Marco Gabrielli      |
|    | Italia (bandiera) | P     | Matteo Gritti        |
|    | Grecia (bandiera) | A     | Apostolos Liolidīs   |
|    | Italia (bandiera) | C     | Davide Marchini      |
|    | Italia (bandiera) | D     | Stefano Melissano    |
|    | Italia (bandiera) | D     | Michele Mignani      |
|    | Italia (bandiera) | D     | Luca Percassi        |
|    | Italia (bandiera) | C     | Roberto Previtali    |
|    | Italia (bandiera) | P     | Francesco Russo      |
|    | Italia (bandiera) | C     | Giovanni Stroppa     |
|    | Italia (bandiera) | A     | Andrea Tacconcelli   |
|    | Italia (bandiera) | A     | Omar Torri           |

## Risultati

### Campionato

#### Girone di andata
| 1º settembre 2002 1ª giornata | Pro Patria | 1 – 0 | Alzano Virescit |  |

| 8 settembre 2002 2ª giornata | Alzano Virescit | 0 – 0 | AlbinoLeffe |  |

| 15 settembre 2002 3ª giornata | Alzano Virescit | 1 – 1 | Lucchese |  |

| 22 settembre 2002 4ª giornata | Reggiana | 0 – 0 | Alzano Virescit |  |

| 29 settembre 2002 5ª giornata | Alzano Virescit | 0 – 0 | Pisa |  |

| 6 ottobre 2002 6ª giornata | Cesena | 2 – 0 | Alzano Virescit |  |

| 13 ottobre 2002 7ª giornata | Alzano Virescit | 1 – 1 | Cittadella |  |

| 20 ottobre 2002 8ª giornata | SPAL | 0 – 0 | Alzano Virescit |  |

| 27 ottobre 2002 9ª giornata | Alzano Virescit | 0 – 0 | Lumezzane |  |

| 3 novembre 2002 10ª giornata | Arezzo | 1 – 1 | Alzano Virescit |  |

| 10 novembre 2002 11ª giornata | Carrarese | 0 – 0 | Alzano Virescit |  |

| 17 novembre 2002 12ª giornata | Alzano Virescit | 1 – 3 | Prato |  |

| 24 novembre 2002 13ª giornata | Varese | 2 – 2 | Alzano Virescit |  |

| 1º dicembre 2002 14ª giornata | Alzano Virescit | 4 – 2 | Pistoiese |  |

| 8 dicembre 2002 15ª giornata | Spezia | 1 – 1 | Alzano Virescit |  |

| 15 dicembre 2002 16ª giornata | Alzano Virescit | 1 – 2 | Treviso |  |

| 22 dicembre 2002 17ª giornata | Padova | 3 – 1 | Alzano Virescit |  |

#### Girone di ritorno
| 5 gennaio 2003 18ª giornata | Alzano Virescit | 2 – 1 | Pro Patria |  |

| 12 gennaio 2003 19ª giornata | AlbinoLeffe | 5 – 0 | Alzano Virescit |  |

| 19 gennaio 2003 20ª giornata | Lucchese | 1 – 0 | Alzano Virescit |  |

| 26 gennaio 2003 21ª giornata | Alzano Virescit | 2 – 1 | Reggiana |  |

| 2 febbraio 2003 22ª giornata | Pisa | 0 – 1 | Alzano Virescit |  |

| 9 febbraio 2003 23ª giornata | Alzano Virescit | 3 – 3 | Cesena |  |

| 16 febbraio 2003 24ª giornata | Cittadella | 2 – 0 | Alzano Virescit |  |

| 2 marzo 2003 25ª giornata | Alzano Virescit | 1 – 1 | SPAL |  |

| 9 marzo 2003 26ª giornata | Lumezzane | 2 – 4 | Alzano Virescit |  |

| 16 marzo 2003 27ª giornata | Alzano Virescit | 1 – 1 | Arezzo |  |

| 23 marzo 2003 28ª giornata | Alzano Virescit | 3 – 1 | Carrarese |  |

| 30 marzo 2003 29ª giornata | Prato | 0 – 0 | Alzano Virescit |  |

| 13 aprile 2003 30ª giornata | Alzano Virescit | 4 – 2 | Varese |  |

| 19 aprile 2003 31ª giornata | Pistoiese | 0 – 3 | Alzano Virescit |  |

| 27 aprile 2003 32ª giornata | Alzano Virescit | 0 – 0 | Spezia |  |

| 4 maggio 2003 33ª giornata | Treviso | 2 – 2 | Alzano Virescit |  |

| 11 maggio 2003 34ª giornata | Alzano Virescit | 2 – 3 | Padova |  |